# Sharp LH0080
A Sharp LH0080 a Zilog eredeti NMOS-felépítésű Z80 processzorának egy teljesen kompatibilis változata. Különféle, a Sharptól és egyéb japán gyártóktól származó otthoni és személyi számítógépekben használták, így pl. a Sharp MZ sorozatú gépekben, vagy például a következőkben:
- HotBit HB-8000
- Sony HB-55
- Sharp MZ-700

## Fordítás
- Ez a szócikk részben vagy egészben  a   Sharp LH0080 című angol Wikipédia-szócikk ezen változatának fordításán alapul.  Az eredeti cikk szerkesztőit annak laptörténete sorolja fel. Ez a jelzés csupán a megfogalmazás eredetét és a szerzői jogokat jelzi, nem szolgál a cikkben szereplő információk forrásmegjelöléseként.